# احمد مایز خانجی
احمد مایز خانجی (عربی: أحمد مايز خانجي؛ زادهٔ ۲۲ ژوئن ۱۹۶۷) بوکسور اهل سوریه بود.